# Communauté de communes du Pays de Pont-à-Mousson
La communauté de communes du Pays de Pont-à-Mousson est une ancienne communauté de communes française, qui était située dans le département de Meurthe-et-Moselle.
Le 1er janvier 2014, la communauté de communes fusionne avec la Communauté de communes du Froidmont, la Communauté de communes du Grand Valmont et la Communauté de communes des Vals de Moselle et de l'Esch pour former la Communauté de communes du Bassin de Pont-à-Mousson.

## Composition
La communauté de communes se compose des 10 communes suivantes :
1. Pont-à-Mousson (siège)
2. Atton
3. Blénod-lès-Pont-à-Mousson
4. Jezainville
5. Maidières
6. Montauville
7. Morville-sur-Seille
8. Mousson
9. Norroy-lès-Pont-à-Mousson
10. Port-sur-Seille

## Administration
| Période                                  | Période        | Identité      | Étiquette | Qualité                                                                                          |
| ---------------------------------------- | -------------- | ------------- | --------- | ------------------------------------------------------------------------------------------------ |
| Les données manquantes sont à compléter. |                |               |           |                                                                                                  |
|                                          | 1 janvier 2014 | Henry Lemoine | UMP       | Maire de Pont-à-Mousson (depuis 1995) Conseiller général du canton de Pont-à-Mousson (1998-2004) |

## Démographie
| 1968   | 1975   | 1982   | 1990   | 1999   | 2008   | 2011   |
| ------ | ------ | ------ | ------ | ------ | ------ | ------ |
| 21 835 | 23 612 | 24 432 | 24 756 | 24 989 | 24 848 | 25 402 |

## Développement
Selon le projet de schéma départemental de coopération intercommunale (SDCI) présenté début 2011 par les services de la Préfecture de Meurthe-et-Moselle, la future communauté de communes formée autour de Pont-à-Mousson pourrait comprendre la Communauté de communes du Froidmont, la Communauté de communes du Grand Valmont, la Communauté de communes de Seille et Mauchère et la Communauté de communes des Vals de Moselle et de l'Esch, ainsi que les communes isolées de Bratte, Pagny-sur-Moselle, Moivrons, Villers-lès-Moivrons, Vandières et Villers-sous-Prény. Ce qui porterait cette intercommunalité à regrouper 54 communes, soit environ 48 880 habitants.
Mais le schéma n'a pas été adopté. Le projet de fusion a été revu à la baisse, seules les communautés de commune du Pays de Pont-à-Mousson, du Grand -Valmon et du Froidmont ainsi que les communes isolées de Pagny-sur-Moselle, Villers-sous-Prény et Vandières feront partie de la nouvelle intercommunalité, au plus tôt en 2014.